# Etha flaviorbita
Etha flaviorbita är en stekelart som beskrevs av Jonathan 2000. Etha flaviorbita ingår i släktet Etha och familjen brokparasitsteklar. Inga underarter finns listade i Catalogue of Life.